# Meisjes (film)
Meisjes is een Vlaamse film die geregisseerd wordt door Geoffrey Enthoven en op 19 augustus 2009 in première ging in Oostende. Het scenario is van de hand van Jean-Claude Van Rijckeghem (Aanrijding in Moscou) en Chris Craps. Zij schreven eerder al samen het scenario voor de film Kruistocht in Spijkerbroek. De hoofdrollen worden vertolkt door Marilou Mermans, Lea Couzin, Lut Tomsin, Lucas Van den Eynde en Jan Van Looveren.

## Verhaal
De film is een dramatische komedie over een vrouw van zeventig (Marilou Mermans) die ooit in een bandje heeft gezongen en opnieuw op het podium wil staan. Ze vraagt aan haar zoon, de ruige r&b-muzikant Sid (Jan Van Looveren) of hij met haar een bandje wil vormen. Geen sprake van natuurlijk voor een stoere bink als Sid, totdat zijn financiële toestand hem uiteindelijk toch doet zwichten. Hij accepteert om muziek te maken met zijn moeder en haar geschifte vriendinnen, maar wel op één voorwaarde: het moet op zíjn manier gebeuren, met zíjn muziek.

## Rolverdeling
| Acteur                 | Personage        |
| ---------------------- | ---------------- |
| Barbara Sarafian       | Pascale          |
| Greg Timmermans        | Jonge Priester   |
| Robrecht Vanden Thoren | Presentator show |
| Jurgen Delnaet         | Dokter           |
| Lucas Van den Eynde    | Michel           |
| Marilou Mermans        | Claire           |
| Jan Van Looveren       | Sid              |
| François Beukelaers    | Jean             |
| Lea Couzin             | Magda            |
| Michel Israel          | Artuur           |
| Leo Achten             | Toon             |
| Claude Musungayi       | Jo               |
| Lut Tomsin             | Lut              |
| Isabel Leybaert        | Jessie           |
| Lori Bosmans           | Fran             |
| Stefan Declerck        | Gerd             |
| Bieke Bosmans          | Sarah            |
| Veerle Baetens         | Verpleegster     |
| Kathleen Goossens      | Receptioniste    |
| Nathalie Stuer         |                  |